# 極品老媽 (第二季)
《極品老媽》第二季（英語：Mom Season 2）由查克·洛里、艾迪·高洛達斯奇與潔瑪·貝克開創，在2014年10月30日至2015年4月30日間於CBS首播，全季共22集。故事主要圍繞於克莉絲蒂與邦妮這對冤家母女，兩人都曾對藥物及酒精成癮，如今想成為「好母親」的她們，展開戒癮的旅程。艾莉森·珍妮蟬聯兩屆黃金時段艾美獎最佳喜劇女配角獎，為其生涯第7座艾美獎。

## 製作
本季於2014年3月13日獲得續訂，並於2015年3月12日宣布續訂第3季。

### 選角
第一季主要演員安娜·法瑞絲、艾莉森·珍妮、莎蒂·考瓦諾、內特·考德瑞、麥特·瓊斯、弗倫奇·斯圖爾特、斯賓塞·丹尼爾斯與布萊克·蓋瑞特·羅森塔爾均回歸第二季。柯德瑞在本季僅演出6集，丹尼爾斯則僅演出2集，不過兩人仍以主演身分登場，至於在第一季常駐客串演出，並飾演瑪珠莉的咪咪·甘迺迪，則自本季起提升為主要演員。
2014年7月18日，宣布《樂透趴趴走》潔米·佩絲莉將在第2季擔任主要常設人物，飾演一名新戒癮女性，而波拉克將回歸第2季，繼續飾演原角色。9月2日，宣布《遠不完美》莎拉·露將飾演巴克斯特聰明、成功、生活又有條理的女友肯蒂絲，而《瑪麗·泰勒·摩爾秀》愛德華·阿斯納將在莎拉登場的該集，飾演邦妮管理之公寓的承租人傑克。9月9日，宣布前職業籃球員里克·福克斯將客串飾演吉兒的前夫詹姆斯·肯豆醫生。10月16日，宣布貝佛莉·狄安姬洛與柯林·漢克斯加入客串陣容，分別飾演艾爾文的前妻蘿琳，以及和克莉絲蒂有發展情愫潛在的安迪。
2015年1月29日，宣布大衛·克倫荷茨將客串飾演與19歲的薇歐蕾特約會的42歲格雷戈里·蒙奇尼克教授。

## 演員陣容

### 主要演員
- 安娜·法瑞絲 飾 克莉絲蒂·普朗奇
- 艾莉森·珍妮 飾 邦妮·普朗奇
- 莎蒂·考瓦諾（英语：Sadie Calvano） 飾 薇歐蕾特·普朗奇
- 內特·考德瑞 飾 加布瑞爾
- 麥特·瓊斯（英语：Matt Jones (actor)） 飾 巴克斯特
- 弗倫奇·斯圖爾特 飾 大厨魯迪
- 斯賓塞·丹尼爾斯 飾 路克
- 布萊克·蓋瑞特·羅森塔爾 飾 羅斯科
- 咪咪·甘迺迪（英语：Mimi Kennedy） 飾 瑪珠莉·阿姆斯壯

### 特別客串
- 奥克塔維亞·斯賓塞 飾 蕾吉娜·湯普金斯

### 常設演員
- 凱文·波拉克 飾 艾爾文·比雷尼考夫
- 潔米·佩絲莉 飾 吉兒·肯豆
- 唐·麥克馬納斯（英语：Don McManus） 飾 史提夫·寇帝斯
- 莎拉·露（英语：Sara Rue） 飾 肯蒂絲·海耶斯
- 大衛·克倫荷茨 飾 格雷戈里·蒙奇尼克
- 貝佛莉·狄安姬洛（英语：Beverly D'Angelo） 飾 蘿琳·比雷尼考夫
- 艾米·希爾（英语：Amy Hill） 飾 貝芙莉·塔倫蒂諾
- 強納森·科恩（英语：Jonny Coyne） 飾 維多·普魯吉安
- 柯特妮·亨格勒 飾 克勞蒂婭
- 貝絲·霍爾（英语：Beth Hall） 飾 溫蒂·哈里斯
- 克拉克·杜克（英语：Clark Duke） 飾 傑基·比雷尼考夫
- 克里斯·史密斯（英语：Christopher Nicholas Smith） 飾 道格拉斯·比雷尼考夫
- 雷吉·迪·里昂 飾 保羅

### 客串演員
- 瑞恩·卡特賴特（英语：Ryan Cartwright） 飾 傑夫·泰勒
- 梅麗莎·唐（英语：Melissa Tang） 飾 蘇珊恩·泰勒
- 瑪麗·帕特·格里森（英语：Mary Pat Gleason） 飾 瑪麗

## 集數
| 總集數 | 集數 （季） | 標題                                                                | 導演          | 編劇 | 首播日期       | 製作 代碼 | 美國收視人數 （百萬） |
| --- | ----------- | ------------------------------------------------------------------- | ------------- | --- | -------------- | --------- | --------------------- |
| 23 | 1           | 肝炎和柠檬皮 Hepatitis and Lemon Zest                               | 泰德·沃斯     | 劇本創作 ：查克·洛里 & 艾迪·高洛達斯奇 故事構思 ：尼克·貝凱 & 潔瑪·貝克 & 馬科·佩奈特                             | 2014年10月30日 | 4X6701    | 11.13                 |
| 克莉絲蒂夢見自己犯酒癮，母親又開始吸毒，這讓她驚魂未定。匿名戒酒会來了新成員吉兒，而瑪珠莉要克莉絲蒂成為吉兒的互助夥伴，這讓緊張的吉兒受益良多。克莉絲蒂的房東普魯吉安先生告訴邦妮克莉絲蒂積欠3個月的房租，因此邦妮追問克莉絲蒂，才得知克莉絲蒂又犯賭癮。邦妮與瑪珠莉替克莉絲蒂籌錢還房租，而克莉絲蒂從魯迪那得知賭博勝率，因此決定再賭一把好還清所有房租。克莉絲蒂幸運地贏了錢，結果卻在餐廳外遭搶，而邦妮不相信克莉絲蒂，並認為克莉絲蒂一定是輸光了房租。最後，克莉絲蒂與邦妮連夜帶著一家大小逃到旅館，好想出因應對策。 未登場：麥特·瓊斯 飾 巴克斯特、斯賓塞·丹尼爾斯 飾 路克 客串：潔米·佩絲莉 飾 吉兒、強納森·科恩 飾 普魯吉安先生、詹姆斯·厄爾 飾 搶匪 |             |                                                                     |               | |                |           |                       |
| 24 | 2           | 无花果布丁和信徒被提 Figgy Pudding and the Rapture                  | 泰德·沃斯     | 劇本創作 ：查克·洛里 & 蘇珊·麥克馬丁 故事構思 ：艾莉莎·紐鮑爾 & 謝爾敦·布爾 & 亞當·蔡斯                           | 2014年11月6日  | 4X6702    | 10.80                 |
| 克莉絲蒂想不出解決家庭困境的好辦法，而艾爾文對克莉絲蒂感到極度失望。因旅館發生警匪衝突，克莉絲蒂帶著一家大小離開旅館，轉而投靠瑪珠莉。吉兒因丈夫打算和自己離婚而再度喝酒，而薇歐蕾特受不了這種生活而離開了瑪珠莉家，這讓克莉絲蒂心碎。 客串：凱文·波拉克 飾 艾爾文、強納森·科恩 飾 普魯吉安先生、潔米·佩絲莉 飾 吉兒 |             |                                                                     |               | |                |           |                       |
| 25 | 3           | 炸鸡块和三重凶杀案 Chicken Nuggets and a Triple Homicide            | 泰德·沃斯     | 劇本創作 ：查克·洛里 & 邁克·拜德 故事構思 ：艾迪·高洛達斯奇 & 艾莉莎·紐鮑爾 & 亞當·蔡斯                           | 2014年11月13日 | 4X6703    | 11.07                 |
| 地產經紀人貝絲在匿名戒酒会上聽到克莉絲蒂的分享，決定介紹一間房子給克莉絲蒂，然而該房子是曾發生三重凶殺案的凶宅。邦妮因房子設備物美價廉而極力說服克莉絲蒂，而克莉絲蒂也想一家人團圓便決定租下該房子。瑪珠莉對於克莉絲蒂一家人將搬走而感到不捨，並表示隨時歡迎他們。邦妮認為艾爾文對克莉絲蒂太過苛責，而希望艾爾文可以原諒克莉絲蒂不負責任的行為。克莉絲蒂從商店老闆約翰那得知兇案的真凶尚逍遙法外，這讓克莉絲蒂非常驚嚇。夜裡，艾爾文到訪克莉絲蒂的新家，結果一行人撞見傳說中的殺手，這讓克莉絲蒂等6人緊急逃亡並來到瑪珠莉家暫住。殊不知，其實克莉絲蒂一行人看見的殺手，是瑪珠莉喬裝的，為的是讓克莉絲蒂一家人回來陪伴獨居的她。 未登場：內特·考德瑞 飾 加布瑞爾、弗倫奇·斯圖爾特 飾 大厨魯迪、斯賓塞·丹尼爾斯 飾 路克 客串：凱文·波拉克 飾 艾爾文、克莉絲塔·芙拉娜根 飾 貝絲、李察·瑞霍 飾 約翰 |             |                                                                     |               | |                |           |                       |
| 26 | 4           | 伪造简历和推荐剂量 Forged Resumes and the Recommended Dosage        | 泰德·沃斯     | 劇本創作 ：查克·洛里 & 尼克·貝凱 故事構思 ：潔瑪·貝克 & 謝爾敦·布爾 & 馬科·佩奈特                                 | 2014年11月20日 | 4X6704    | 10.19                 |
| 克莉絲蒂希望邦妮可以幫忙負擔家計，因此要邦妮出外找工作，然而邦妮因偽造履歷而無法順利獲得工作機會。克莉絲蒂受夠薇歐蕾特整天遊手好閒而與薇歐蕾特大吵並大打出手，而後在她得知薇歐蕾特很掛念女兒葛溫妮絲後感到心疼。克莉絲蒂與薇歐蕾特拜訪泰勒夫婦，並得知葛溫妮絲過得非常好，這時，薇歐蕾特開始擔心起自己的未來，深怕自己做的這個決定並不是最佳選擇。最後，邦妮成為公寓大樓管理員，並獲得一間免費公寓作為酬勞。 未登場：內特·考德瑞 飾 加布瑞爾、麥特·瓊斯 飾 巴克斯特、弗倫奇·斯圖爾特 飾 大厨魯迪、斯賓塞·丹尼爾斯 飾 路克 客串：凱文·波拉克 飾 艾爾文、瑞恩·卡特賴特 飾 傑夫、梅麗莎·唐 飾 蘇珊恩、瑪麗·帕特·格里森 飾 瑪麗、吉姆·皮多克 飾 肯尼斯、艾莉森·拉普拉卡 飾 露安 |             |                                                                     |               | |                |           |                       |
| 27 | 5           | 朝鲜泡菜和吹口琴的猴子 Kimchi and a Monkey Playing Harmonica        | 泰德·沃斯     | 劇本創作 ：查克·洛里 & 艾迪·高洛達斯奇 故事構思 ：蘇珊·麥克馬丁 & 謝爾敦·布爾 & 馬科·佩奈特                       | 2014年11月27日 | 4X6705    | 7.30                  |
| 巴克斯特改頭換面，並表示自己結識有錢新女友肯蒂絲，而看著平時遊手好閒的巴克斯特突然變得有模有樣，克莉絲蒂內心非常不平衡。邦妮與艾爾文的關係有所進展，但她卻害怕重蹈覆轍過去糟糕的戀情，而決定聽取瑪珠莉的意見，讓兩人的關係慢下來。 未登場：莎蒂·考瓦諾 飾 薇歐蕾特·普朗奇、內特·考德瑞 飾 加布瑞爾、弗倫奇·斯圖爾特 飾 大厨魯迪、斯賓塞·丹尼爾斯 飾 路克 客串：凱文·波拉克 飾 艾爾文、莎拉·露 飾 肯蒂絲、愛德華·阿斯納 飾 傑克 |             |                                                                     |               | |                |           |                       |
| 28 | 6           | 瘋狂之眼和咸湿布拉德·皮特 Crazy Eyes and a Wet Brad Pitt            | 泰德·沃斯     | 劇本創作 ：潔瑪·貝克 & 艾莉莎·紐鮑爾 & 亞當·蔡斯 故事構思 ：查克·洛里 & 尼克·貝凱                                 | 2014年12月4日  | 4X6706    | 8.61                  |
| 克莉絲蒂與邦妮將吉兒從康復中心接回家，然而因吉兒崩潰，故克莉絲蒂與邦妮留在吉兒的豪宅過夜。吉兒性情大變、情緒不穩，更對克莉絲蒂與邦妮大聲嚷嚷，而後吉兒對克莉絲蒂母女感到歉疚，購買名貴衣物贈與克莉絲蒂和邦妮以示真心。在匿名戒酒会上，吉兒因吸毒而暈倒並被送往醫院，而克莉絲蒂對自己沒照顧好吉兒而感到自責。 未登場：內特·考德瑞 飾 加布瑞爾、麥特·瓊斯 飾 巴克斯特、弗倫奇·斯圖爾特 飾 大厨魯迪、斯賓塞·丹尼爾斯 飾 路克 客串：潔米·佩絲莉 飾 吉兒、里克·福克斯 飾 詹姆斯 |             |                                                                     |               | |                |           |                       |
| 29 | 7           | 进肥皂水的眼睛和洗心革面 Soapy Eyes and a Clean Slate               | 泰德·沃斯     | 劇本創作 ：查克·洛里 & 艾莉莎·紐鮑爾 故事構思 ：潔瑪·貝克 & 馬科·佩奈特 & 亞當·蔡斯                               | 2014年12月11日 | 4X6707    | 10.75                 |
| 巴克斯特想要將羅斯科接去跟自己住，這讓克莉絲蒂很生氣而與巴克斯特大吵。在瑪珠莉的提議下，克莉絲蒂決定每周還普魯吉安先生50元，以還清積欠的房租。邦妮寫下對不起艾爾文的事，並一一說出，好讓兩人的關係可以坦白，然而事實讓艾爾文無法接受。薇歐蕾特說出巴克斯特在克莉絲蒂酗酒期間做過的好事，這讓克莉絲蒂對巴克斯特改觀，並決定讓羅斯科每隔一周到巴克斯特家住。艾爾文決定原諒邦妮，而在兩人發生關係後，艾爾文也說出對邦妮做過對不起的事，這反倒讓邦妮很生氣。就在克莉絲蒂還普魯吉安50元時，普魯吉安對瑪珠莉一見鍾情而要克莉絲蒂和邦妮將瑪珠莉介紹給自己，而邦妮趁機向普魯吉安將要了50元的介紹費。 未登場：斯賓塞·丹尼爾斯 飾 路克 客串：凱文·波拉克 飾 艾爾文、強納森·科恩 飾 普魯吉安先生、黛娜·鮑威爾 飾 潔西卡、雪洛兒·豪克 飾 喬安妮·威爾基 |             |                                                                     |               | |                |           |                       |
| 30 | 8           | 免费心理咨询和亡妇旧物售卖 Free Therapy and a Dead Lady's Yard Sale | 泰德·沃斯     | 劇本創作 ：查克·洛里 & 蘇珊·麥克馬丁 故事構思 ：潔瑪·貝克 & 馬科·佩奈特 & 亞當·蔡斯                               | 2014年12月18日 | 4X6708    | 10.01                 |
| 克莉絲蒂與邦妮發現薇歐蕾特背著路克和其他男人親熱，更替薇歐蕾特對路克說謊。薇歐蕾特的偏差行為讓克莉絲蒂看不下去，而要薇歐蕾特看心理醫師。巴克斯特告訴薇歐蕾特克莉絲蒂受不了跟自己一樣的人過上好生活，且會因此審視自己的人生，這讓薇歐蕾特突然有興趣看心理醫師來改善自己，好氣克莉絲蒂。在治療過程中，克莉絲蒂與邦妮加入談話，而薇歐蕾特想知道自己的生父是誰，但克莉絲蒂不願透露，不忍心看克莉絲蒂一直被責難的邦妮脫口說出了薇歐蕾特的父親之前常常家暴克莉絲蒂的事，這讓薇歐蕾特頓時感到歉疚。克莉絲蒂不想讓薇歐蕾特和其生父接觸而騙薇歐蕾特其生父已死，而薇歐蕾特對路克說出真相並面臨分手局面，同時薇歐蕾特也正式向克莉絲蒂道歉，也多少修補了兩人之間緊張的關係。 未登場：內特·考德瑞 飾 加布瑞爾、弗倫奇·斯圖爾特 飾 大厨魯迪、咪咪·甘迺迪 飾 瑪珠莉 客串：馬克·索爾 飾 庫柏 |             |                                                                     |               | |                |           |                       |
| 31 | 9           | 哥斯拉和薄荷枝 Godzilla and a Sprig of Mint                         | 泰德·沃斯     | 劇本創作 ：查克·洛里 & 尼克·貝凱 故事構思 ：艾迪·高洛達斯奇 & 艾莉莎·紐鮑爾 & 謝爾敦·布爾                         | 2015年1月8日   | 4X6709    | 12.29                 |
| 克莉絲蒂和匿名戒酒会裡的李約會，結果李到處說和克莉絲蒂的糟糕約會，這讓克莉絲蒂非常生氣。邦妮在與艾爾文約會時，艾爾文的前妻蘿琳現身，並試圖勾引艾爾文。當蘿琳發現邦妮的存在後，與邦妮爭執了一番，而邦妮得知艾爾文曾說克莉絲蒂是個錯誤後，負氣離去。克莉絲蒂結識鄰居安迪，並來到安迪家作客，正當一切進行順利之時，克莉絲蒂發現安迪竟是個受虐倾向者，她嚇得逃之夭夭。艾爾文追到克莉絲蒂家與邦妮道歉，並說出那是他當初挽救婚姻所說的話，但他現在知道克莉絲蒂是他和邦妮之間最美好的存在。克莉絲蒂因李事件感到丟臉而和邦妮來到另一個匿名戒酒会，結果發現蘿琳竟是該匿名戒酒会成員。 未登場：內特·考德瑞 飾 加布瑞爾、麥特·瓊斯 飾 巴克斯特、弗倫奇·斯圖爾特 飾 大厨魯迪、斯賓塞·丹尼爾斯 飾 路克、布萊克·蓋瑞特·羅森塔爾 飾 羅斯科 客串：凱文·波拉克 飾 艾爾文、貝佛莉·狄安姬洛 飾 蘿琳、伊恩·里德·科斯勒 飾 李、柯林·漢克斯 飾 安迪 |             |                                                                     |               | |                |           |                       |
| 32 | 10          | 裸体和六日净洁 Nudes and a Six-Day Cleanse                          | 傑夫·格林史坦 | 劇本創作 ：艾莉莎·紐鮑爾 & 謝爾敦·布爾 & 蘇珊·麥克馬丁 故事構思 ：馬科·佩奈特 & 亞當·蔡斯 & 潔瑪·貝克             | 2015年1月15日  | 4X6710    | 10.84                 |
| 克莉絲蒂意識到自己已在餐廳工作10年，卻仍一事無成，因此她決定完成GED考試。艾爾文因年事已大而不再像從前那樣瘋狂，這讓邦妮小小失落，為了彌補邦妮，艾爾文買了樂團表演的票，打算和邦妮找回過去的青春。克莉絲蒂決定替史提夫工作，好完成成為律師的夢想，然而一切因史提夫強吻克莉絲蒂而破滅。邦妮感嘆自己與艾爾文並未一起變老，而艾爾文卻認為抓緊他們的未來更為重要，這讓邦妮非常感動。正當兩人打算來場車震時，剛好被警察撞見，而邦妮則因與警察起口角而被關進警局。克莉絲蒂在聽取薇歐蕾特的意見後，決定堅持自己的夢想，並和史提夫約法三章，好繼續做史提夫的律師助理。 未登場：內特·考德瑞 飾 加布瑞爾、麥特·瓊斯 飾 巴克斯特、弗倫奇·斯圖爾特 飾 大厨魯迪、咪咪·甘迺迪 飾 瑪珠莉、斯賓塞·丹尼爾斯 飾 路克 客串：凱文·波拉克 飾 艾爾文、唐·麥克馬納斯 飾 史提夫、亞倫·瑞欽斯 飾 傑德 |             |                                                                     |               | |                |           |                       |
| 33 | 11          | 三重云雨欢和没刷漆的天花板 Three Smiles and an Unpainted Ceiling    | 安東尼·瑞奇   | 劇本創作 ：查克·洛里 & 艾迪·高洛達斯奇 故事構思 ：查克·洛里 & 艾迪·高洛達斯奇 & 尼克·貝凱                         | 2015年1月22日  | 4X6711    | 11.05                 |
| 因大樓空出一間套房，故艾爾文打算搬進去，成為克莉絲蒂的鄰居，並與邦妮展開新的人生篇章。就在邦妮和艾爾文恩愛之時，艾爾文心臟病發作離開人世，這對克莉絲蒂一家人來說是個沉痛打擊。薇歐蕾特對於沒給予艾爾文機會感到自責，而克莉絲蒂必須照顧家人的心情而毫無空暇面對自己的悲痛。蘿琳希望克莉絲蒂一家人別出席艾爾文的告別式，這讓邦妮很生氣欲打算找蘿琳理論，後被瑪珠莉制止。邦妮在互助會上克制不住情緒淚崩並跑到酒吧，而克莉絲蒂表示如果邦妮真的打算喝酒她也會跟進，使得不想毀掉克莉絲蒂的邦妮只好作罷。克莉絲蒂和邦妮決定來到告別式，並在戳破蘿琳的謊言後，搶走艾爾文的遺照。最後，克莉絲蒂在沉靜過後終於忍不住宣洩自己的情緒，而邦妮則陪伴在克莉絲蒂身邊。 未登場：內特·考德瑞 飾 加布瑞爾、麥特·瓊斯 飾 巴克斯特、弗倫奇·斯圖爾特 飾 大厨魯迪、斯賓塞·丹尼爾斯 飾 路克 客串：凱文·波拉克 飾 艾爾文、貝佛莉·狄安姬洛 飾 蘿琳、克拉克·杜克 飾 傑基、克里斯·史密斯 飾 道格拉斯、派翠克·歐康納 飾 牧師                                                                                        |             |                                                                     |               | |                |           |                       |
| 34 | 12          | 猫砂和一级重罪 Kitty Litter and a Class A Felony                    | 傑夫·格林史坦 | 劇本創作 ：查克·洛里 & 艾迪·高洛達斯奇 & 馬科·佩奈特 故事構思 ：潔瑪·貝克 & 亞當·蔡斯 & 蘇珊·麥克馬丁             | 2015年1月29日  | 4X6712    | 11.78                 |
| 由於艾爾文新立的遺囑尚未簽名，使得克莉絲蒂與邦妮並未分到一毛錢，不甘心的邦妮索性偷囘艾爾文的骨灰，繼續與艾爾文作伴。克莉絲蒂拜訪蘿琳，希望蘿琳可以分些錢給他們，但蘿琳果斷拒絕克莉絲蒂。克莉絲蒂在瑪珠莉的建議下，決定用貓砂掉包邦妮手上的骨灰，並將骨灰還給同父異母的兄弟傑基和道格拉斯，而傑基和道格拉斯決定瞞著蘿琳分錢給克莉絲蒂，這讓克莉絲蒂很感恩。邦妮在夢裡和艾爾文約會，然而蘿琳現身攪局，最後被貨車撞飛，這讓邦妮暗自竊喜。 未登場：麥特·瓊斯 飾 巴克斯特、斯賓塞·丹尼爾斯 飾 路克、布萊克·蓋瑞特·羅森塔爾 飾 羅斯科 客串：凱文·波拉克 飾 艾爾文、唐·麥克馬納斯 飾 史提夫、貝佛莉·狄安姬洛 飾 蘿琳、克拉克·杜克 飾 傑基、克里斯·史密斯 飾 道格拉斯 |             |                                                                     |               | |                |           |                       |
| 35 | 13          | 芝士堡沙拉和爵士乐 Cheeseburger Salad and Jazz                      | 泰德·沃斯     | 劇本創作 ：查克·洛里 & 艾迪·高洛達斯奇 故事構思 ：尼克·貝凱 & 艾莉莎·紐鮑爾 & 謝爾敦·布爾                         | 2015年2月5日   | 4X6713    | 11.65                 |
| 克莉絲蒂發現邦妮暗中在艾爾文故居設置祭壇，因此決定引誘邦妮做心理治療，結果邦妮和庫柏反倒認為克莉絲蒂需要幫助。邦妮認識拖車人員比爾，並打算將比爾改造成艾爾文，甚至讓比爾搬進艾爾文之前住過的套房。邦妮在嘗試改造比爾後，發現此法不可行，並終於向克莉絲蒂承認自己的確是因忘不了艾爾文才會想將其他男人改造成艾爾文。 未登場：內特·考德瑞 飾 加布瑞爾、麥特·瓊斯 飾 巴克斯特、弗倫奇·斯圖爾特 飾 大厨魯迪、咪咪·甘迺迪 飾 瑪珠莉、斯賓塞·丹尼爾斯 飾 路克 客串：馬克·索爾 飾 庫柏、托比·哈斯 飾 比爾、艾普爾·鮑白 飾 瑟琳恩 |             |                                                                     |               | |                |           |                       |
| 36 | 14          | 贝尼托·包萍和温存小南瓜 Benito Poppins and a Warm Pumpkin           | 泰德·沃斯     | 劇本創作 ：尼克·貝凱 & 布莉提·安可爾 故事構思 ：查克·洛里 & 艾莉莎·紐鮑爾 & 蘇珊·麥克馬丁                         | 2015年2月12日  | 4X6714    | 10.22                 |
| 克勞蒂婭打算與加布瑞爾離婚，並將加布瑞爾開除，讓克莉絲蒂頂替其職位成為餐廳新經理。邦妮管理大樓不周，因此遭受住戶們的怨聲，而貝芙莉打算聯合所有住戶將邦妮連署出局。克莉絲蒂對員工非常友善，但大家卻吃定克莉絲蒂，這讓克莉絲蒂不知該如何是好，而決定請教加布瑞爾。邦妮以住戶們的秘密做威脅，使得大家不敢吭聲，甚至還開始討好邦妮。克莉絲蒂變得兇悍，這讓克勞蒂婭非常滿意，而後克莉絲蒂還與加布瑞爾發生了關係。 未登場：麥特·瓊斯 飾 巴克斯特、咪咪·甘迺迪 飾 瑪珠莉、斯賓塞·丹尼爾斯 飾 路克 客串：柯特妮·亨格勒 飾 克勞蒂婭、艾米·希爾 飾 貝芙莉·塔倫蒂諾、查理·羅賓森 飾 蒙森先生、梅格·史提多 飾 雪莉·斯泰普勒、大衛·巴雷拉 飾 蓋瑞、茱莉·德蕾岑 飾 溫蒂 |             |                                                                     |               | |                |           |                       |
| 37 | 15          | 火鸡肉丸和跑路用车 Turkey Meatballs and a Getaway Car               | 泰德·沃斯     | 劇本創作 ：艾迪·高洛達斯奇 & 馬科·佩奈特 & 蘇珊·麥克馬丁 故事構思 ：查克·洛里 & 尼克·貝凱 & 潔瑪·貝克 & 亞當·蔡斯 | 2015年2月26日  | 4X6715    | 8.30                  |
| 克莉絲蒂和加布瑞爾再度好上，甚至還差點被克勞蒂婭抓包，然而克莉絲蒂卻很沉浸在與加布瑞爾危險的關係上。瑪珠莉和邦妮一致認為克莉絲蒂應該開始發展正常的戀情，至於邦妮則向瑪珠莉坦言自己因思念艾爾文又差點喝酒破戒，於是瑪珠莉決定提名邦妮成為互助會新秘書，好讓邦妮沒時間胡思亂想。回首過往戀情，克莉絲蒂意識到自己真的比較偏好危險關係，但她認為自己感到快樂就好，至少她仍戒酒成功。克勞蒂婭希望克莉絲蒂可以勾引加布瑞爾，好讓她可以離婚成功，而加布瑞爾對於自己的新生活感到既興奮又害怕。 未登場：莎蒂·考瓦諾 飾 薇歐蕾特·普朗奇、斯賓塞·丹尼爾斯 飾 路克 客串：柯特妮·亨格勒 飾 克勞蒂婭 |             |                                                                     |               | |                |           |                       |
| 38 | 16          | 贓款和叫迈克的女人 Dirty Money and a Woman Named Mike               | 泰德·沃斯     | 劇本創作 ：查克·洛里 & 謝爾敦·布爾 故事構思 ：尼克·貝凱 & 艾莉莎·紐鮑爾                                           | 2015年3月5日   | 4X6716    | 9.67                  |
| 瑪珠莉邀克莉絲蒂與邦妮去探蕾吉娜監，而克莉絲蒂坦承自己輸光蕾吉娜的錢，結果蕾吉娜並未生氣，反而覺得鬆了口氣，認為是上帝不想讓自己用贓款過下半輩子，而蕾吉娜的反應令克莉絲蒂等三人感到意外。蕾吉娜獲得假釋出獄，並深陷上帝的福音之中，這令邦妮與瑪珠莉有些受不了，不過蕾吉娜確實遇到不少好事，甚至還被吉兒收留，這讓大家有些吃驚。邦妮夢見耶穌，並追問他為何要帶走艾爾文，而耶穌表示艾爾文已完成修補與邦妮母女關係的任務，至於邦妮和克莉絲蒂則尚有未解的難題，並表示在邦妮醒來後，她將不會再為此感到傷痛。醒來的邦妮便意識到自己身邊還有克莉絲蒂、薇歐蕾特和羅斯科的陪伴，這樣的生活她就感到滿足了。 未登場：內特·考德瑞 飾 加布瑞爾、弗倫奇·斯圖爾特 飾 大厨魯迪、斯賓塞·丹尼爾斯 飾 路克、布萊克·蓋瑞特·羅森塔爾 飾 羅斯科 特別客串：奥克塔維亞·斯賓塞 飾 蕾吉娜 客串：潔米·佩絲莉 飾 吉兒、莎拉·露 飾 肯蒂絲、約翰·查爾斯·邁爾 飾 耶穌 |             |                                                                     |               | |                |           |                       |
| 39 | 17          | 纪念币和畸形脑袋 A Commemorative Coin and a Misshapen Head          | 安東尼·瑞奇   | 劇本創作 ：查克·洛里 & 蘇珊·麥克馬丁 故事構思 ：謝爾敦·布爾 & 亞當·蔡斯                                           | 2015年3月12日  | 4X6717    | 9.09                  |
| 克莉絲蒂與邦妮發現薇歐蕾特似乎與名叫格雷戈里的男子戀情進展順利，追問之下，才得知格雷戈里竟是42歲的教授，這讓克莉絲蒂受到不小衝擊。克莉絲蒂決定邀請格雷戈里到家中用餐，順便認識格雷戈里，而格雷戈里的良好品性讓克莉絲蒂與邦妮放下心中大石。薇歐蕾特因住在格雷戈里家，因此不常回家，這讓克莉絲蒂有些擔心，不過，克莉絲蒂和邦妮也對不用看薇歐蕾特臉色感到輕鬆許多。格雷戈里向克莉絲蒂與邦妮表示想要向薇歐蕾特求婚，而薇歐蕾特在看到美麗的求婚戒指後，改變心意答應格雷戈里。克莉絲蒂和邦妮為此擔心，並認為薇歐蕾特似乎並沒有非常深愛格雷戈里，但薇歐蕾特認為擁有美好的富裕生活才是雙贏。 未登場：內特·考德瑞 飾 加布瑞爾、弗倫奇·斯圖爾特 飾 大厨魯迪、咪咪·甘迺迪 飾 瑪珠莉、斯賓塞·丹尼爾斯 飾 路克 客串：大衛·克倫荷茨 飾 格雷戈里 |             |                                                                     |               | |                |           |                       |
| 40 | 18          | 掉落的肥皂和宝座上的大只佬 Dropped Soap and a Big Guy on a Throne   | 安東尼·瑞奇   | 劇本創作 ：查克·洛里 & 潔瑪·貝克 故事構思 ：艾迪·高洛達斯奇 & 尼克·貝凱 & 蘇珊·麥克馬丁                           | 2015年4月2日   | 4X6718    | 8.62                  |
| 邦妮因撿肥皂而在廁所滑倒傷及背部肌肉，在不得已的情況下，邦妮只好就診，而醫生開了止痛藥給她服用。克莉絲蒂和邦妮得克制不得被止痛藥誘惑，並在瑪珠莉、吉兒與溫蒂的幫助下度過難關。邦妮最終仍經不起誘惑，並趁克莉絲蒂不在時，濫用了止痛藥，更暗中裝病，讓醫師開更多的止痛藥給她。 未登場：莎蒂·考瓦諾 飾 薇歐蕾特·普朗奇、內特·考德瑞 飾 加布瑞爾、麥特·瓊斯 飾 巴克斯特、弗倫奇·斯圖爾特 飾 大厨魯迪、斯賓塞·丹尼爾斯 飾 路克、布萊克·蓋瑞特·羅森塔爾 飾 羅斯科 客串：潔米·佩絲莉 飾 吉兒、維克多·韋伯斯特 飾 哈里斯醫師、H·麥可·克洛納 飾 克里夫、麥特·哈比 飾 奇普、麥克·阿戴爾·瑞爾斯 飾 岡札勒茲醫師 註：艾莉森·珍妮以本集獲得第67屆黃金時段艾美獎最佳喜劇類影集女配角獎。 |             |                                                                     |               | |                |           |                       |
| 41 | 19          | 土豆泥和一点笑气 Mashed Potatoes and a Little Nitrous               | 詹姆士·威道斯 | 劇本創作 ：查克·洛里 & 馬科·佩奈特 故事構思 ：潔瑪·貝克 & 謝爾敦·布爾 & 蘇珊·麥克馬丁                             | 2015年4月9日   | 4X6719    | 9.03                  |
| 蕾吉娜發現邦妮舉止怪異，但克莉絲蒂相信邦妮並未濫用藥物。瑪珠莉介紹牙醫師理查給邦妮認識，而在約會途中，邦妮和理查決定回牙醫診所吸笑氣，使得理查戒癮多年失敗。貝芙莉懷疑邦妮偷了自家貓的鎮定劑，於是克莉絲蒂向邦妮提出質疑，但邦妮卻對克莉絲蒂懷疑自己感到生氣，這讓克莉絲蒂感到歉疚。瑪珠莉得知理查戒癮失敗後告訴克莉絲蒂，這才讓眾人揭穿邦妮的謊言。不想面對現實的邦妮和克莉絲蒂一行人在路上展開追逐，邦妮表示自己已經受夠了戒癮，這讓克莉絲蒂很失望而放棄邦妮。夜裡，邦妮因酒駕而被警方拘留，於是邦妮打給克莉絲蒂，希望克莉絲蒂可以保她出來，然而面對執迷不悟仍不認錯的邦妮，克莉絲蒂忍痛選擇讓邦妮在警局度過一晚。 未登場：莎蒂·考瓦諾 飾 薇歐蕾特·普朗奇、內特·考德瑞 飾 加布瑞爾、麥特·瓊斯 飾 巴克斯特、弗倫奇·斯圖爾特 飾 大厨魯迪、斯賓塞·丹尼爾斯 飾 路克 特別客串：奥克塔維亞·斯賓塞 飾 蕾吉娜 客串：潔米·佩絲莉 飾 吉兒、艾米·希爾 飾 貝芙莉·塔倫蒂諾、湯姆·阿曼德斯 飾 理查                                                                                                 |             |                                                                     |               | |                |           |                       |
| 42 | 20          | 生病的教宗和红色法拉利 Sick Popes and a Red Ferrari                 | 詹姆士·威道斯 | 劇本創作 ：艾莉莎·紐鮑爾 & 亞當·蔡斯 故事構思 ：查克·洛里 & 艾迪·高洛達斯奇 & 尼克·貝凱                           | 2015年4月16日  | 4X6720    | 9.60                  |
| 克莉絲蒂將邦妮保出來之後，邦妮決心戒癮，並在瑪珠莉、吉兒和溫蒂的幫助下，努力度過難關。克莉絲蒂仍然對邦妮感到生氣，並對邦妮極度不友善，但瑪珠莉希望克莉絲蒂可以冷靜下來。邦妮的內心交戰，並陷入天使與惡魔的拉扯之中。克莉絲蒂來到互助會抒發情緒，並決定慢慢釋懷邦妮的所作所為。 未登場：莎蒂·考瓦諾 飾 薇歐蕾特·普朗奇、內特·考德瑞 飾 加布瑞爾、麥特·瓊斯 飾 巴克斯特、弗倫奇·斯圖爾特 飾 大厨魯迪、斯賓塞·丹尼爾斯 飾 路克、布萊克·蓋瑞特·羅森塔爾 飾 羅斯科 客串：潔米·佩絲莉 飾 吉兒、約翰·查爾斯·邁爾 飾 耶穌、凱莉·斯泰珀絲 飾 凱西 |             |                                                                     |               | |                |           |                       |
| 43 | 21          | 零号病人和巧克力喷泉 Patient Zero and the Chocolate Fountain        | 詹姆士·威道斯 | 劇本創作 ：查克·洛里 & 艾迪·高洛達斯奇 & 尼克·貝凱 & 馬科·佩奈特 故事構思 ：亞當·蔡斯 & 潔瑪·貝克 & 蘇珊·麥克馬丁 | 2015年4月23日  | 4X6721    | 9.01                  |
| 邦妮在聽證會上不聽克莉絲蒂和史提夫的話，堅持要將自己的錯怪罪在製藥廠商上，使得邦妮被吊銷駕照並被罰做社區服務。瑪珠莉宣佈自己的癌症已經治癒，這讓大家替她感到高興，然而在瑪珠莉的康復派對上，克莉絲蒂和邦妮陷入爭執而毀了派對。薇歐蕾特和格雷戈里邀請克莉絲蒂和邦妮到家中用餐，並打算宣布薇歐蕾特上了優秀學生名單，結果克莉絲蒂和邦妮仍爭執不休而毀了晚餐，使得薇歐蕾特非常生氣。克莉絲蒂和邦妮來到瑪珠莉家，卻發現眾人正在開派對，未獲邀請的兩人意識到彼此爭執的行為非常自私，正當兩人決定冰釋前嫌時，卻發生車禍，使得兩人又陷入爭吵。最後，當瑪珠莉問起為何克莉絲蒂和邦妮未參加派對時，才得知是溫蒂忘了邀請她們。 未登場：內特·考德瑞 飾 加布瑞爾、麥特·瓊斯 飾 巴克斯特、弗倫奇·斯圖爾特 飾 大厨魯迪、斯賓塞·丹尼爾斯 飾 路克 特別客串：奥克塔維亞·斯賓塞 飾 蕾吉娜 客串：潔米·佩絲莉 飾 吉兒、唐·麥克馬納斯 飾 史提夫、大衛·克倫荷茨 飾 格雷戈里、貝絲·霍爾 飾 溫蒂·哈里斯 |             |                                                                     |               | |                |           |                       |
| 44 | 22          | 女生趣事和永恒救恩 Fun Girl Stuff and Eternal Salvation             | 詹姆士·威道斯 | 劇本創作 ：艾莉莎·紐鮑爾 & 謝爾敦·布爾 故事構思 ：查克·洛里 & 沃倫·貝爾                                           | 2015年4月30日  | 4X6722    | 8.78                  |
| 克莉絲蒂迎來戒癮2周年，當她正慶祝這重要時刻時，卻仍和邦妮爭執不休。羅斯科不想回克莉絲蒂家住，這讓克莉絲蒂很難過並不准羅斯科一直住在巴克斯特家。羅斯科半夜離家，並來到瑪珠莉家，得知消息的克莉絲蒂趕到，而在瑪珠莉的開導下，克莉絲蒂意識到自己和邦妮確實無法給予羅斯科好的生活環境，因此決定放手讓羅斯科離開。克莉絲蒂也決定離開邦妮，暫住在吉兒家，但因蕾吉娜太過迷信而轉投靠薇歐蕾特，結果她聽見格雷戈里並不歡迎自己而跑到瑪珠莉家，卻無法忍受打擾瑪珠莉及普魯吉安而來到魯迪家，但最後還是放棄並折回邦妮家。邦妮連續來到吉兒家和格雷戈里家，卻仍未攔截到克莉絲蒂，並發現薇歐蕾特和格雷戈里陷入爭吵。回到家的邦妮看著空蕩蕩的公寓感到孤獨，此時克莉絲蒂現身，並坦承自己對於羅斯科說出不想和她住一事感到心痛，因此她只能責怪在邦妮身上，同時她也意識到自己也因此傷害了邦妮。 未登場：內特·考德瑞 飾 加布瑞爾、斯賓塞·丹尼爾斯 飾 路克 特別客串：奥克塔維亞·斯賓塞 飾 蕾吉娜 客串：潔米·佩絲莉 飾 吉兒、大衛·克倫荷茨 飾 格雷戈里、強納森·科恩 飾 普魯吉安先生、貝絲·霍爾 飾 溫蒂·哈里斯 |             |                                                                     |               | |                |           |                       |

## 收視
| 總集數 | 集數 | 標題                       | 播出日期       | 收視/份額 （18–49歲） | 收視 （百萬） | DVR （18–49歲） | DVR收視 （百萬） | 加總 （18–49歲） | 總收視 （百萬） |
| ------ | ---- | -------------------------- | -------------- | --------------------- | ------------- | --------------- | ---------------- | ---------------- | --------------- |
| 23     | 1    | 肝炎和柠檬皮               | 2014年10月30日 | 2.5/8                 | 11.13         | TBD             | TBD              | TBD              | TBD             |
| 24     | 2    | 无花果布丁和信徒被提       | 2014年11月6日  | 2.3/8                 | 10.80         | TBD             | TBD              | TBD              | TBD             |
| 25     | 3    | 炸鸡块和三重凶杀案         | 2014年11月13日 | 2.6/8                 | 11.07         | TBD             | TBD              | TBD              | TBD             |
| 26     | 4    | 伪造简历和推荐剂量         | 2014年11月20日 | 2.5/8                 | 10.19         | TBD             | TBD              | TBD              | TBD             |
| 27     | 5    | 朝鲜泡菜和吹口琴的猴子     | 2014年11月27日 | 1.6/6                 | 7.30          | 0.9             | 2.15             | 2.5              | 9.45            |
| 28     | 6    | 瘋狂之眼和咸湿布拉德·皮特  | 2014年12月4日  | 2.0/6                 | 8.61          | TBD             | TBD              | TBD              | TBD             |
| 29     | 7    | 进肥皂水的眼睛和洗心革面   | 2014年12月11日 | 2.6/8                 | 10.75         | TBD             | TBD              | TBD              | TBD             |
| 30     | 8    | 免费心理咨询和亡妇旧物售卖 | 2014年12月18日 | 2.3/8                 | 10.01         | TBD             | TBD              | TBD              | TBD             |
| 31     | 9    | 哥斯拉和薄荷枝             | 2015年1月8日   | 2.7/8                 | 12.29         | TBD             | TBD              | TBD              | TBD             |
| 32     | 10   | 裸体和六日洁净             | 2015年1月15日  | 2.4/8                 | 10.84         | TBD             | TBD              | TBD              | TBD             |
| 33     | 11   | 三重云雨欢和没刷漆的天花板 | 2015年1月22日  | 2.4/8                 | 11.05         | TBD             | 1.57             | TBD              | 12.62           |
| 34     | 12   | 猫砂和一级重罪             | 2015年1月29日  | 2.8/9                 | 11.78         | TBD             | TBD              | TBD              | TBD             |
| 35     | 13   | 芝士堡沙拉和爵士乐         | 2015年2月5日   | 2.8/9                 | 11.65         | TBD             | TBD              | TBD              | TBD             |
| 36     | 14   | 贝尼托·包萍和温存小南瓜    | 2015年2月12日  | 2.1/7                 | 10.22         | TBD             | TBD              | TBD              | TBD             |
| 37     | 15   | 火鸡肉丸和跑路用车         | 2015年2月26日  | 2.1/6                 | 8.30          | TBD             | TBD              | TBD              | TBD             |
| 38     | 16   | 贓款和叫迈克的女人         | 2015年3月5日   | 2.2/7                 | 9.67          | TBD             | TBD              | TBD              | TBD             |
| 39     | 17   | 纪念币和畸形脑袋           | 2015年3月12日  | 2.2/7                 | 9.09          | TBD             | TBD              | TBD              | TBD             |
| 40     | 18   | 掉落的肥皂和宝座上的大只佬 | 2015年4月2日   | 2.0/6                 | 8.62          | TBD             | TBD              | TBD              | TBD             |
| 41     | 19   | 土豆泥和一点笑气           | 2015年4月9日   | 2.0/7                 | 9.03          | TBD             | TBD              | TBD              | TBD             |
| 42     | 20   | 生病的教宗和红色法拉利     | 2015年4月16日  | 2.2/7                 | 9.60          | TBD             | TBD              | TBD              | TBD             |
| 43     | 21   | 零号病人和巧克力喷泉       | 2015年4月23日  | 1.9/6                 | 9.01          | TBD             | TBD              | TBD              | TBD             |
| 44     | 22   | 女生趣事和永恒救恩         | 2015年4月30日  | 2.0/6                 | 8.78          | TBD             | TBD              | TBD              | TBD             |
| 平均   | 平均 | 平均                       | 平均           | 2.3                   | 10.13         | 0.6             | 1.66             | 2.9              | 11.79           |

## 評價
於爛番茄整合的評論中，本季獲得100%新鮮度、8.5/10分（6位評論家）。於Metacritic整合的評論中，本季獲得81分（滿分100分；4位評論家），屬極高的讚譽。

## 獎項
| 年度 | 大獎                 | 獎項                                      | 入圍者                            | 結果 |
| ---- | -------------------- | ----------------------------------------- | --------------------------------- | ---- |
| 2015 | 人民選擇獎           | 最喜愛公共電視網喜劇類影集獎              | 最喜愛公共電視網喜劇類影集獎      | 提名 |
| 2015 | 金球獎               | 最佳電視女配角獎–影集、迷你劇及電視電影類 | 艾莉森·珍妮                       | 提名 |
| 2015 | 奧提歐斯獎           | 電視試播集喜劇類獎                        | 妮姬·薇爾柯、肯·米勒、彼得·帕波斯 | 提名 |
| 2015 | 葛蕾絲獎             | 最佳女演員獎 – 新星                       | 莎蒂·考瓦諾                       | 獲獎 |
| 2015 | 棱鏡獎               | 喜劇類影集演出獎                          | 安娜·法瑞絲                       | 提名 |
| 2015 | 棱鏡獎               | 喜劇類影集演出獎                          | 艾莉森·珍妮                       | 獲獎 |
| 2015 | 棱鏡獎               | 喜劇類影集或多鏡集數故事獎                | 喜劇類影集或多鏡集數故事獎        | 提名 |
| 2015 | 評論家選擇電視獎     | 最佳喜劇類影集獎                          | 最佳喜劇類影集獎                  | 提名 |
| 2015 | 評論家選擇電視獎     | 喜劇類影集最佳女配角獎                    | 艾莉森·珍妮                       | 獲獎 |
| 2015 | Gold Derby電視獎     | 最佳喜劇類影集女配角獎                    | 艾莉森·珍妮                       | 提名 |
| 2015 | 在線電影與電視協會獎 | 喜劇類影集最佳女配角獎                    | 艾莉森·珍妮                       | 獲獎 |
| 2015 | 黃金時段艾美獎       | 最佳喜劇類影集女配角獎                    | 艾莉森·珍妮                       | 獲獎 |

## 外部連結
- 《极品老妈》的CBS全接触（英语：CBS All Access）主页（英文）
- 《《極品老媽》》各集列表 来自互联网电影数据库（英文）